# Autostéréogramme

Autostéréogramme animé : image d'un requin nageant, à voir en vision parallèle.

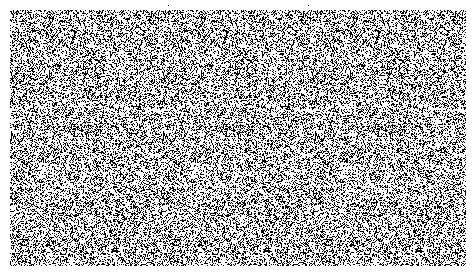
Autostéréogramme fixe : image de la lettre π. Rien d'autre qu'un assemblage de points n'apparaît de prime abord. Image observable en vision parallèle.

Un autostéréogramme est un stéréogramme constitué d'une seule image qui donne l'illusion d'une scène en trois dimensions (3D) à partir d'une image en deux dimensions (2D). Afin de percevoir des formes en 3D grâce aux autostéréogrammes, le cerveau doit faire un effort oculaire de convergence et de mise au point dissociée de l'accommodation.
L'autostéréogramme le plus simple consiste en une série de motifs répétée horizontalement. Quand on le regarde avec la bonne convergence, on a l'impression que les motifs flottent au-dessus ou en dessous de l'image de base. Dans le livre Magic Eye (en), on peut trouver une autre sorte d'autostéréogramme composé d'une multitude de petits points. L'animation en haut à droite par exemple en est un. Chaque pixel de l'image est calculé par un ordinateur. Dans tous les cas, avec la bonne convergence des yeux, on doit voir apparaître une forme en 3D.
À la différence des stéréogrammes classiques, les autostéréogrammes peuvent être vus sans stéréoscope. Un stéréoscope présente deux images en 2D d'un objet prises sous un angle légèrement différent, afin que le cerveau ait une vue 3D de cet objet. Dans le cas de l'autostéréogramme, le cerveau reçoit deux motifs en 2D dans chaque œil, mais n'arrive pas à les faire coïncider correctement. Il assemble les motifs en un objet virtuel à cause des mauvais angles de parallaxe, et l'objet virtuel n'est par conséquent pas sur le même plan que l'image de l'autostéréogramme.
Il y a deux manières de visionner un autostéréogramme : en gardant les yeux relativement parallèles, ou en les faisant converger. La plupart des autostéréogrammes sont conçus pour être vus selon la première façon.

## Historique
En 1838, le scientifique Britannique Charles Wheatstone a publié une explication du phénomène de stéréoscopie (ou vision binoculaire). Il a illustré son explication en montrant une image qui présentait des différences d'alignement horizontal. On avait l'illusion d'une image en 3D si on regardait l'image à travers un stéréoscope qui utilisait des miroirs.
Entre 1849 et 1850, le scientifique Écossais David Brewster a amélioré le stéréoscope de Wheatstone en remplaçant les miroirs par des lentilles.
Brewster a aussi découvert l'effet « papier peint ». Il a remarqué que si on fixe un papier peint pendant un certain temps, le cerveau a tendance à regrouper certains motifs entre eux pour former des objets virtuels. C'est d'ailleurs sur ce principe que se basent certains autostéréogrammes.
C'est en 1919 qu'Herbert John Mobbs a publié le premier autostéréogramme à points aléatoires (publié en 1996 dans le Bulletin  n° 796 du Stéréo-Club Français), notion largement développée ensuite par  Béla Julesz alors qu'il travaillait aux laboratoires de Bell. Julesz utilisait un ordinateur qui calculait une paire d'images constituées d'une multitude de petits points.
En 1979, Christopher Tyler (en), un élève de Julesz, présenta un autostéréogramme « point par point », en combinant les théories de l'image « papier peint » et de l’image « point par point ». Ce type de stéréogramme permettait de voir des formes 3D à partir d'une seule image 2D sans utiliser d'instrument optique.

## Principe des autostéréogrammes
La vision stéréo est la superposition de deux images similaires, mais pas identiques, avec pour résultat l'illusion de solidité et de profondeur. Dans le cerveau humain, la vision binoculaire résulte de mécanismes complexes qui forment une représentation tridimensionnelle de l'image en faisant coïncider chaque point (ou ensemble de points) vu par un œil avec le point correspondant (ou ensemble de points correspondants) vu par l'autre œil. En utilisant le phénomène de disparité binoculaire, le cerveau donne à chaque point un indice de profondeur.
Lorsque le cerveau est confronté à un motif qui se répète comme un papier peint, il n'arrive pas à bien superposer la vision de l'œil gauche et celle de l'œil droit. Si on regarde un motif qui se répète horizontalement, mais en faisant converger les yeux en un point situé derrière le mur, le cerveau va superposer un motif vu par l'œil gauche, et un autre motif similaire vu par l'œil droit pour former une image virtuelle "derrière" le mur. La profondeur à laquelle l'image virtuelle est vue dépend de la distance entre les deux motifs observés.
Les autostéréogrammes utilisent ce principe pour créer des images 3D : si les motifs sont proches les uns des autres, l'image virtuelle paraît proche, alors que si les motifs sont éloignés les uns des autres, l'image virtuelle paraît lointaine. Les images virtuelles sont perçues comme un "trou" dans l'image de base.

## Techniques de réalisation
Les autostéréogrammes sont extrêmement complexes à réaliser manuellement. C'est un assemblage de pixels qui doit être calculé par ordinateur précisément.
Un exemple est Surface 3D Release 2, d'Andreas Moll.

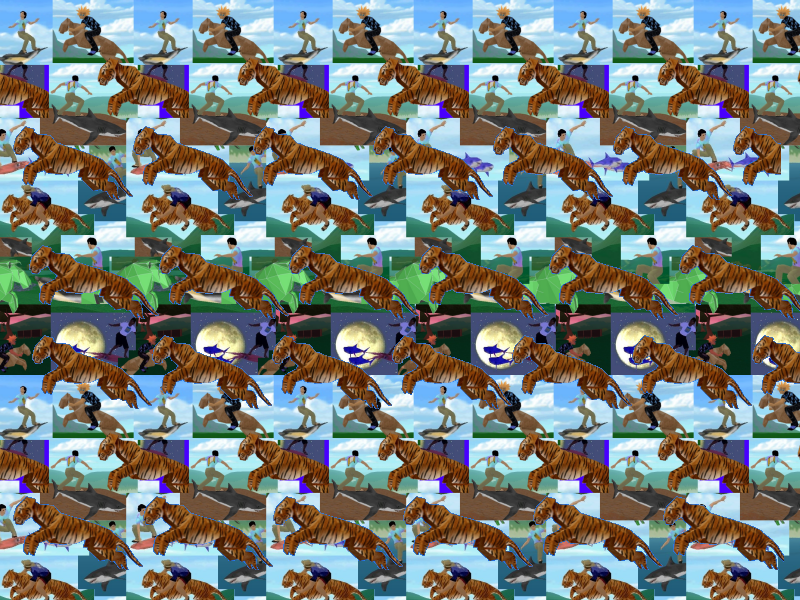
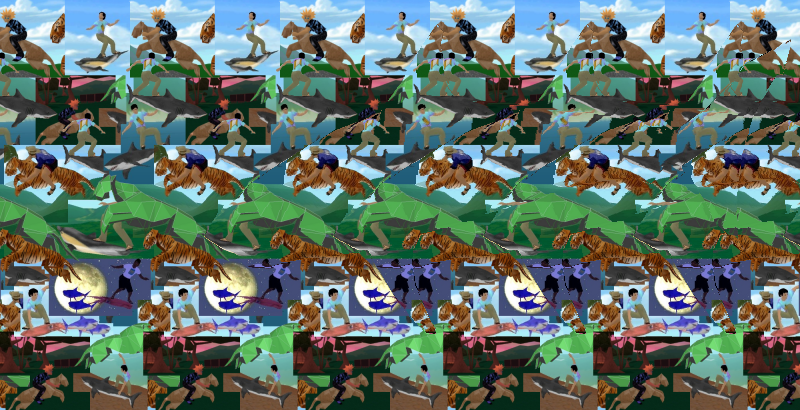
Variations sur un thème animal
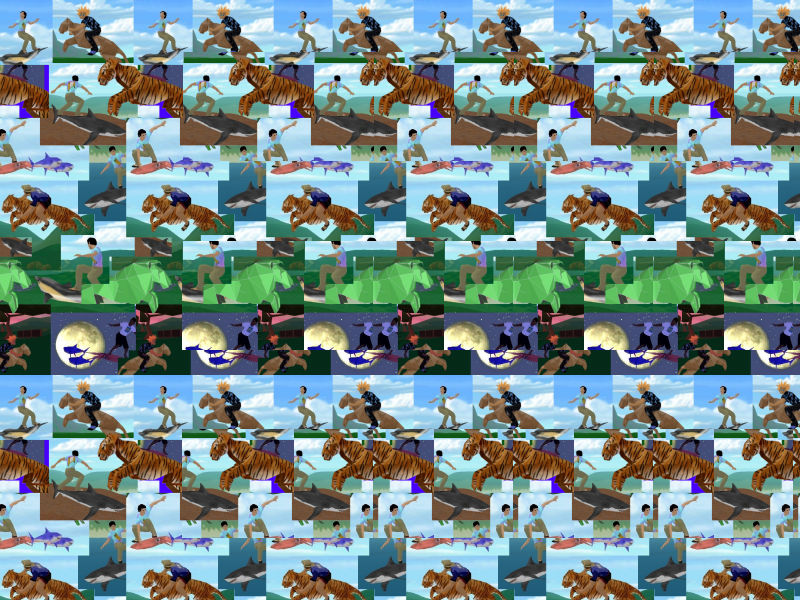

## L'autostéréogramme et l'art contemporain
Salvador Dalí a créé des stéréogrammes dans son exploration des divers types d'illusion d'optique. Récemment, l'artiste italien Ivan Cangelosi (un artiste figuratif qui utilise exclusivement l'écriture à la main pour réaliser ses œuvres) a créé un autostéréogramme à points aléatoires réalisé entièrement à travers l'écriture à la main, et en particulier, celui du cantique complet "Le Paradis" de Dante Alighieri.

## Technique de visualisation sans instrument

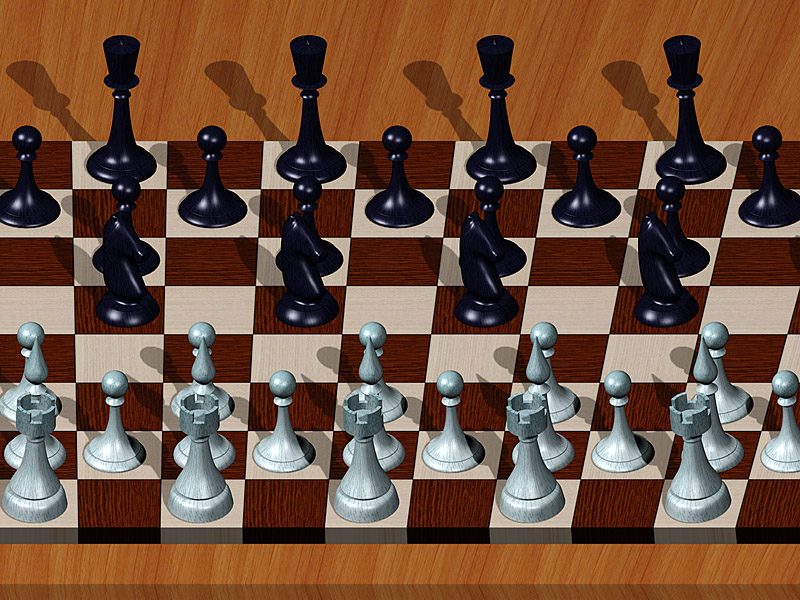
Exemple d'autostéréogramme donnant un effet de vision en profondeur

Il est possible d'observer les autostéréogrammes sans instrument, avec un peu d'entraînement, en regardant dans le vague, loin derrière l'image, pour diminuer la convergence des yeux et ainsi s'approcher de la vision parallèle. Pour débuter, le plus simple est de s'approcher très près de l'image sans chercher à la regarder, puis de s'en éloigner progressivement. On perçoit alors l'image en relief.
La réussite de cet exercice exige une forte dissociation entre la convergence et l'accommodation des deux yeux, qui normalement sont liées ; elle dépend donc de deux facteurs importants :  un regard vague porté au loin, et une patience accrue car l'image n'apparaît pas instantanément. Cela nécessite un certain temps d'adaptation pour voir le relief en détail, il diffère selon les personnes. Pour ceux qui n'y arrivent pas, ils peuvent mettre un prisme devant un œil.
Attention toutefois, il ne faut pas observer un autostéréogramme trop longtemps : en effet, celui-ci nécessite un effort oculaire important, qui peut être mauvais s'il est trop intense[réf. nécessaire].

## L'autostéréogramme animé
Un autostéréogramme animé est une simple superposition d'images stéréoscopiques qui défilent rapidement, sur le même modèle que les dessins animés. L'inconvénient de cette technique est qu'il n'est pas possible de fixer une texture délimitée seulement sur l'objet en relief. Il en ressort que l'on ne peut utiliser l'animation pour le cinéma par exemple. Un autostéréogramme animé notable est le clip de la chanson "Black Is Good" de Young Rival, constitué d'animations avec un fond commun afin de ne pas perdre le focus.

Mais l'autostéréogramme animé reste un moyen de représentation mouvante du relief simple à mettre en œuvre.